# Liga Brasileira de Basquete de Rua
Liga Brasileira de Basquete de Rua - LIBBRA, promovida pela Central Única das Favelas (CUFA) e às confederações de basquete, que visa organizar o Basquete de Rua no Brasil.
É a organizadora do Campeonato Carioca de Basquete de Rua e do Campeonato Brasileiro de Basquete de Rua.